# Partido Popular Revolucionário do Laos

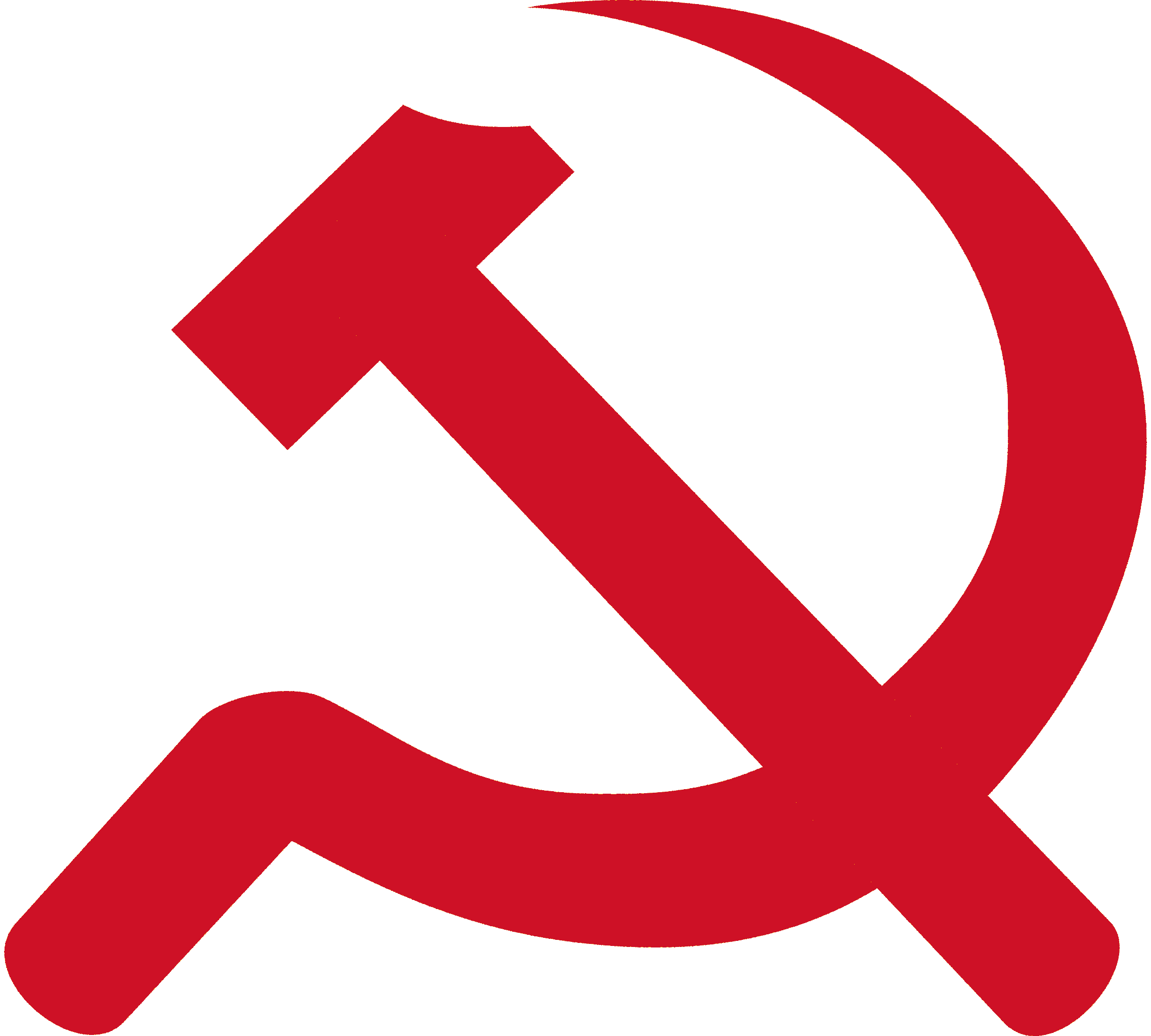
Martelo e foice do Partido Revolucionário Popular do Laos

O Partido Popular Revolucionário do Laos (em laociano:  ພັກ ປະ ຊາ ຊົນ ປະ ຕິ ວັດ ລາວ) é um partido político comunista que governa o Laos, desde 1975. Os órgãos de decisão política são o Politburo e do Comitê Central. Um congresso do partido que elege os membros do Politburo e do Comitê Central, é realizado a cada cinco anos. O congresso também era usado para eleger um secretariado, mas este corpo foi abolido em 1991. Em 2021, 158 dos 164 membros da Assembleia Nacional do Laos eram do PPRL.

## História
O partido tem suas origens no Partido Comunista da Indochina (PCI), fundado por Ho Chi Minh em 1930. O PCI foi inteiramente vietnamita em seu início, mas cresceu ao longo da Indochina francesa e foi capaz de encontrar uma pequena "seção do Lao" em 1936. Em meados dos anos 1940, uma campanha para recrutar membros do Laos foi instigada e em 1946 (ou 1947), Kaysone Phomvihan, um estudante da Universidade de Direito em Hanói, foi recrutado, juntamente com Nouhak Phoumsavan.
Em fevereiro de 1951, o II Congresso da PCI resolveu dissolver o partido e para formar três partidos distintos representando os três estados da Indochina. Na realidade, o PCI era uma organização vietnamita e os partidos diferentes criados foram dominados pelo partido vietnamita, independentemente da sua filiação nacional.
Um movimento conhecido como "Lao Pathet" (Terra de Laos) foi fundada e Príncipe Souphanouvong se tornou sua figura líder. Foi em teoria, um movimento de resistência comunista destinada a lutar ao lado dos "Viet Minh" contra o colonialismo francês, durante a primeira Guerra da Indochina. Mas o "Lao Pathet" nunca realmente lutou muito de qualquer um, ele foi organizado como uma organização reserva do "Viet Minh". Em 22 de março de 1955, em seu primeiro Congresso do Partido, o clandestino, Partido Popular do Lao (ou "Phak Pasason Lao") foi oficialmente proclamado.
O Primeiro Congresso do Partido teve a participação de 25 delegados que representavam a filiação partidária de 300 a 400 afiliados. O Partido do Congresso foi supervisionado e organizado pelos vietnamitas. Comitê Central do Partido inclui Kaysone Phomvihane, Nouhak Phoumsavan, Bun Phommahaxay, Sisavath Keobounphanh, Khamseng (Maio de 1955, esta lista foi completada por Souphanouvong, Phoumi Vongvichit, Phoun Sipaseut e 1956 suplementado Sisomphon Lovansay, Khamtay Siphandone, e outros).
O PPL e seu sucessor, o PPRL manteve em segredo sua existência até 1975 preferindo direcionar suas atividades através de sua frentes como o "Lao Pathet".
Em 1956, uma ala político legal do "Lao Pathet", a Frente Patriótica Lao (Neo Lao Hak Xat), foi fundada e participou de vários governos de coalizão. Na década de 1960 ao "Lao Pathet" controlado pelo norte-Vietnam foi dado tarefas em áreas vietnamita ocupadas no Laos. O "Lao Pathet" nunca foi uma força particularmente forte militarmente, a menos que apoiada diretamente pelo exército norte-vietnamita.
Em fevereiro de 1972, no Segundo Congresso do Partido, o nome do Partido Popular do Laos foi mudado para Partido Popular Revolucionário do Laos. Em 1973, um acordo de paz foi assinado, que trouxe a "Lao Pathet" para o governo e deveria resultar em os vietnamitas deixassem do país. O exército vietnamita não saiu. No início de 1975, a "Lao Pathet" e os norte-vietnamitas começaram a atacar postos do governo novamente. Sem o apoio popular ou bélico dos EUA, os elementos anticomunistas no governo tiveram pouca escolha além de permitir gradualmente que o "Lao Pathet" rumasse ao poder. Na primavera de 1975 as forças do "Lao Pathet" consolidou seu poder em todo o país. O governo real caiu em maio de 1975 e os PPRL tomou o poder.
Em 1979 a Frente Nacional para a Construção do Lao foi fundada para ampliar o alcance do PPRL na sociedade, com especial destaque para a participação politica, governamental e cultural. O Terceiro Congresso do Partido não se encontrou até abril de 1982. Desde então Congressos do Partido tem sido mais regulares com o Quarto Congresso Partido realizado em novembro de 1986, o Quinto Congresso do Partido março 1991, e outros Congressos realizados a cada quatro ou cinco anos desde então.
No início nos anos noventa, o Governo começou a abrir a economia. No entanto, para evitar o risco de protestos e distúrbios, não implementou completamente essa política e, ao invés, continuou a manter o controlo sobre as actividades religiosas dos habitantes do Laos.
O partido funciona de acordo com os princípios do centralismo democrático. Devido à natureza secreta do partido em suas duas primeiras décadas de existência, permanece ainda semi-secreta em suas operações. Elas estão se tornando mais abertas confome uma nova geração assume o controle.

## Eleições parlamentares de 2011
Nas eleições de 30 de abril, dos 190 candidatos autorizados pelo governo ao parlamento, 132 foram eleitos, sendo que 42 deles foram para o governo central, e 90 para os governos locais. Assim, aparentemente não há divisão de poderes. Isto não seria exatamente uma novidade nos sistemas políticos, já que nos países parlamentaristas o poder executivo deriva diretamente do poder legislativo.
O povo também teve o direito de escolher, dentre os 132 integrantes da assembleia nacional, os 42 que integram o governo central.
O governo do país é controlado basicamente pelo membros do Partido Popular Revolucionário de Laos (PPRL) que tem uma política de incluir uma porcentagem mínima de mulheres nos cargos de comando. Assim, dos 47 candidatos ao governo central, 12 eram mulheres, das quais 11 foram eleitas. Dos 143 candidatos a autoridades locais, 35 eram mulheres, das quais 22 foram eleitas. Ou seja, no total, dos 132 membros eleitos da assembleia nacional, 33 são mulheres.